# Цефеїди II типу

Діаграма Герцшпрунга — Рассела, що показує положення цефеїд II типу в смузі нестабільності

Цефеїди II типу (лат. type II Cepheids) — пульсуючі змінні зорі з періодами пульсацій від 1 до 50 діб. Є представниками населення II типу — старими, зазвичай малометалічними та маломасивними об'єктами.
Як і всі цефеїди, цефеїди II типу мають зв'язок між світністю і періодом пульсації, що дозволяє використовувати дані об'єкти як стандартні свічки для визначення відстані.
Цефеїди II типу з більш довгими періодами пульсації яскравіші, їх виявили і за межами Місцевої групи в галактиках NGC 5128 та NGC 4258.

## Класифікація

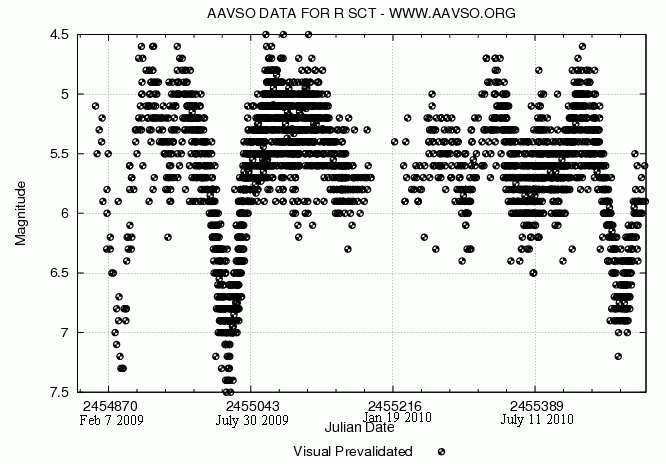
Крива блиску R Щита

Історично цефеїди II типу називалися змінними типу W Діви, але в даний час[коли?] їх ділять на три підкласи на основі тривалості періоду[джерело?]:
1. Змінні типу BL Геркулеса з періодами від 1 до 4 днів
2. Змінні типу W Діви з періодами 10–20 днів
3. Змінні типу RV Тельця з періодами понад 20 днів, у яких зазвичай чергуються глибокий та наглибокий мінімуми. Такі змінні зазвичай характеризуються формальним періодом від глибокого мінімуму до глибокого мінімуму, що становить близько 40 днів або більше[1][2].

Поділ між підкласами не завжди чіткий і узгоджений. Наприклад, межа між змінними типу BL Геркулеса та типу W Діви у різних джерелах проходить від 4 до 10 днів[джерело?], фіксованого значення немає. Змінні типу RV Тельця можуть не мати добре помітного чергування мінімумів, а у деяких змінних типу W Діви воно може спостерігатися.
Вважається, що ці підкласи являють собою різні етапи еволюції, при цьому зорі типу BL Геркулеса здійснюють горіння гелію і віддаляються від горизонтальної гілки до асимптотичної гілки гігантів, зорі типу W Діви здійснюють горіння водню або гелію в сферичному шарі і знаходяться на блакитній петлі діаграми Герцшпрунга — Рассела, а зорі типу RV є об'єктами на стадії після асимптотичної гілки гігантів і близькі до завершення ядерних реакцій.
Змінні типу RV Тельця часто мають неправильні криві блиску з повільними варіаціями в періоді та в блиску в максимумах і мінімумах, іноді поведінка стає хаотичною. Зоря R Щита має одну з найбільш неправильних кривих блиску.

## Властивості
Фізичні властивості всіх цефеїд II типу відомі досить погано. Наприклад, передбачається, що вони мають маси близько або нижче маси Сонця, але є лише кілька прикладів з надійно встановленими масами.

## Зв'язок періоду та світності
Цефеїди II типу слабші від класичних цефеїд того ж періоду приблизно на 1,6 зоряної величини[недоступне посилання]. Як і класичні цефеїди, вони використовуються для визначення відстаней до центру Галактик, кулястих скупчень і галактик.

## Приклади
Цефеїди ІІ типу не так добре відомі, як цефеїди І типу. Неозброєним оком видно лише кілька таких зір. У наведеному нижче списку період, зазначений для зір типу RV Тельця, є інтервалом між послідовними глибокими мінімумами, тобто це подвоєний період порівняно з іншими підтипами.
| Позначення (назва)       | Сузір'я             | Максимум блиску (mv) | Мінімум блиску (mv) | Інтервал зв. величин | Період, д | Спектральний клас | Підтип       | Коментар                  |
| ------------------------ | ------------------- | -------------------- | ------------------- | -------------------- | --------- | ----------------- | ------------ | ------------------------- |
| RU Жирафа                | Жираф               | 8,1                  | 9,79                | 1,61                 | 22        | C0,1-C3,2e(K0-R0) | W Діви       | вуглецева зірка           |
| Каппа Павліна            | Павич               | 3,91                 | 4,78                | 0,87                 | 9,09423   | F5-G5I-II         | W Діви       | найяскравіший представник |
| R Щита                   | Щит                 | 4,2                  | 8,6                 | 4,4                  | 146,5     | G0Iae-K2p(M3)Ibe  | RV Тельця    | найяскравіший представник |
| RV Тельця                | Телець              | 9,5                  | 13,5                | 4,0                  | 78,5      | G2eIa-M2Ia        | RV Тельця    | прототип                  |
| RT Південного Трикутника | Південний трикутник | 9,43                 | 10,18               | 0,35                 | 1,9461124 | F8:(R)-G2I-II     | BL Геркулеса | вуглецева зірка           |
| AL Діви                  | Діва                | 9,10                 | 9,92                | 0,82                 | 10,3065   | F0-F8             | W Діви       |                           |
| W Діви                   | Діва                | 9,46                 | 10,75               | 0,87                 | 17,2736   | F0Ib-G0Ib         | W Діви       | прототип                  |